# Саит, Мунир
Мунир Саит (англ. Muneer Sait, 27 мая 1940, Мадрас, Британская Индия) — индийский хоккеист (хоккей на траве), вратарь. Бронзовый призёр летних Олимпийских игр 1968 года.

## Биография
Мунир Саит родился 27 мая 1940 года в индийском городе Мадрас (сейчас Ченнаи).
Играл в хоккей на траве за Мадрас.
В 1968 году вошёл в состав сборной Индии по хоккею на траве на Олимпийских играх в Мехико и завоевал бронзовую медаль. Играл на позиции нападающего, провёл 7 матчей, пропустил 4 мяча (два от сборной Австралии, по одному — от ФРГ и Бельгии).
В 2005 году получил награду от президента Международной федерации хоккея на траве.
В 2009 году включён в отборочную комиссию Федерации хоккея на траве Индии. Сотрудничает с федерацией сквоша Тамилнада.
Живёт в Ченнаи.